# 연제형
연제형(1995년 10월 12일 ~ )은 대한민국의 배우이다.

## 학력
- 청주대학교 영화학과

## 출연작

### 영화
- 《기억의 밤》 (2017년) - 파출소 학생 1 역
- 《시간위의 집》 (2017년) - 선임의경 역

### 드라마
- 《고백해서 미안합니다》 (미정, 숏폼 드라마) - 박현우 역
- 《대운을 잡아라》 (2025년, KBS1) - 김석진 역
- 《개소리》 (2024년, KBS2) - 황종국 역
- 《남과 여》 (2023년, 채널 A) - 김건엽 역
- 《사랑이라 말해요》 (2023년, 디즈니+) - 강 군 역
- 《장애인의 날 특집 드라마 - 나의 너에게》 (2021년, KBS1) - 이성훈 역
- 《브람스를 좋아하세요?》 (2020년, SBS) - 승우 역
- 《우아한 친구들》 (2020년, JTBC) - 강지욱 역
- 《어서와》 (2020년, KBS2) - 방국봉 역
- 《황금정원》 (2019년, MBC) - 한기영 / 최기영 역
- 《오늘도 덕질하세요》 (2019년, 웹드라마) - 안재현 역
- 《으라차차 와이키키 2》 (2019년, JTBC) - 김현성 역
- 《막돼먹은 영애씨 17》 (2019년, tvN) - 연제형 역
- 《땐뽀걸즈》 (2018년, KBS2) - 이태선 역
- 《붉은 달 푸른 해》 (2018년, MBC) - 권찬욱 역
- 《매번 이별하지만 우린 다시 사랑한다》 (2018년, 웹드라마) - 이건 역
- 《무심하게 마주한》 (2018년, 웹드라마) - 마주한 역
- 《친애하는 판사님께》 (2018년, SBS) - 청룡열차 알바생 역
- 《에이틴》 (2018년, 웹드라마) - 연제형 역 (특별출연)
- 《빙상의 신》 (2018년, 웹드라마) - 병호 역
- 《작은 신의 아이들》 (2018년, OCN) - 계도훈 역
- 《빙상의 신》 (2018년, 웹드라마) - 병호 역
- 《단지 너무 지루해서》 (2018년, 웹드라마) - 추도윤 역
- 《드라마 스테이지 - 소풍 가는 날》 (2017년, tvN)
- 《화랑》 (2016년, KBS2)
- 《통 메모리즈》 (2016년, 웹드라마)